# Kherrata (distrito)
Kherrata é um distrito localizado na província de Bugia, Argélia, e cuja capital é a cidade de mesmo nome, Kherrata. Em 2008, a população total do distrito era de 64 298 habitantes.[carece de fontes?]

## Municípios
O distrito está dividido em duas comunas:
- Kherrata
- Draâ El-Kaïd